# Famicom Tantei Club Part II: Ushiro ni Tatsu Shōjo
Famicom Tantei Club Part II: Ushiro ni Tatsu Shōjo (ファミコン探偵倶楽部PartII うしろに立つ少女) est un jeu vidéo d'aventure sorti au Japon en 1989 sur Famicom Disk System. Il fait suite à Famicom Tantei Club: Kieta Kōkeisha sorti l'année précédente.
Il s'agit d'un jeu aventure où le joueur mène des investigations sur plusieurs affaires criminelles au cœur d'un récit très développé. Il est souvent comparé à un roman interactif.
En 1998, le jeu est porté sur Super Famicom. La version originale est ressortie en 2004 sur Game Boy Advance dans la collection Famicom Mini. Toutes les versions du jeu ne sortirent qu'au Japon, la version Super Nintendo fut toutefois traduite puis émulée en anglais. Un remake des deux premiers jeux de la série sort sous le nom de Famicom Detective Club: The Missing Heir & Famicom Detective Club: The Girl Who Stands Behind en 2021, marquant la première fois ou le jeu est accessible en dehors du Japon.

## Système de jeu
Étant un jeu basé sur le texte, il y a de nombreuses commandes permettant d'interagir avec l'interlocuteur ou l'environnement. On peut utiliser le pointeur pour examiner les objets ou même les gens. Par exemple, la commande "Vérifier" permettra de regarder les expressions d'un personnage.

## L'histoire
L'histoire débute alors que le héros de 15 ans est à la recherche de ses parents. Durant ses recherches, deux hommes se mettent à le pourchasser. Le héros ne réussit à s'en échapper que grâce à l'arrivée d'un détective. Il prend alors le héros sous son aile. Quelques mois plus tard, une jeune étudiante du lycée Ushimitsu est retrouvée morte sur les berges de la rivière. Elle est identifiée, elle se nommait Yoko Kojima, et est morte par strangulation. Deux personnes arrivent sur les lieux du crime, Ayumi Tachibana et un professeur, Tatsuya Hibino. Les deux sont choqués et sans voix face au crime. Ainsi débute l'intrigue...

## Personnages
Le héros - 15 ans
Un jeune détective formé par Utsugi. C'est à nous de l'aider à résoudre le meurtre de Yoko.
Shunsuke Utsugi - 36 ans
Un détective réputé et respecté, à la tête de l'agence de détective Utsugi. Il est votre mentor tout le long du jeu.
Yoko Kojima - 15 ans
Elle était pleine de curiosité et membre d'un "club de détective" avant d'être assassinée. Tous ceux qui l'ont connu en garde d'agréables souvenirs.
Ayumi Tachibana - 15 ans
Une amie de Yoko. Elle est choquée par la perte de son amie, mais se ressaisie rapidement afin d'aider dans l'enquête.
Tatsuya Hibino - 31 ans
Le professeur d'anglais de Ushimitsu. Il est plutôt fragile et est fort choqué lorsqu'il découvre Yoko morte.
Tetsuji Komada - 59 ans
Le professeur d'Art de Ushimitsu. Il est quelque peu distrait et étourdi, mais également de bonne humeur et serviable.
Toshio Tazaki - 58 ans
Le concierge nerveux et ambigu de Ushimitsu. Autour de lui règne la mauvaise humeur.
Le principal Urabe - 57 ans
Le bienveillant principal de Ushimutsu. Tout le monde le respecte. Il traite tous les étudiants et son personnel comme sa propre famille.
Hitomi Kawai - 15 ans
Un étudiant de Ushimitsu. Il est le meneur de tous les voyous et vauriens de l'école. Il est brusque, mais possède un bon fond. Il était apparemment un ami proche de Yoko avant qu'elle soit assassinée.

## À noter
Au Japon, lors de sa sortie sur Game Boy Advance, ce jeu a été recommandé par la CERO pour  la vente aux 15 ans et plus principalement en raison de présence de scènes de meurtre et de personnes qui fument. Ce jeu est le premier jeu sur Game Boy Advance à atteindre une si haute recommandation liée à l'âge.